# 上福田村
上福田村（かみふくだむら）は、兵庫県加東郡にあった村。現在の加東市中心部の北東一帯、加古川の支流・三草川の流域にあたる。

## 地理
- 山岳：三草山
- 河川：三草川、千鳥川

## 歴史
- 1889年（明治22年）4月1日 - 町村制の施行により、永富村・三草町・上三草村・下三草村・木梨村・藤田村・山口村・馬瀬村の区域をもって発足。
- 1955年（昭和30年）3月31日 - 社町・福田村・米田村・鴨川村と合併し、改めて社町が発足。同日上福田村廃止。

## 経済

### 産業
農業
『大日本篤農家名鑑』によれば、上福田村の篤農家は「大熊土次郎、剣物芳松、田中寅之助、長谷川庄助、村上大蔵、藤浦種作」などがいた。
金融機関
- 木梨銀行[2]

## 出身・ゆかりのある人物
- 高井利平（姫路の地主、資産家、万里銀行頭取） - 上福田村字木梨出身、旧姓・臼井[3]。